# 愛知県道236号春木沓掛線

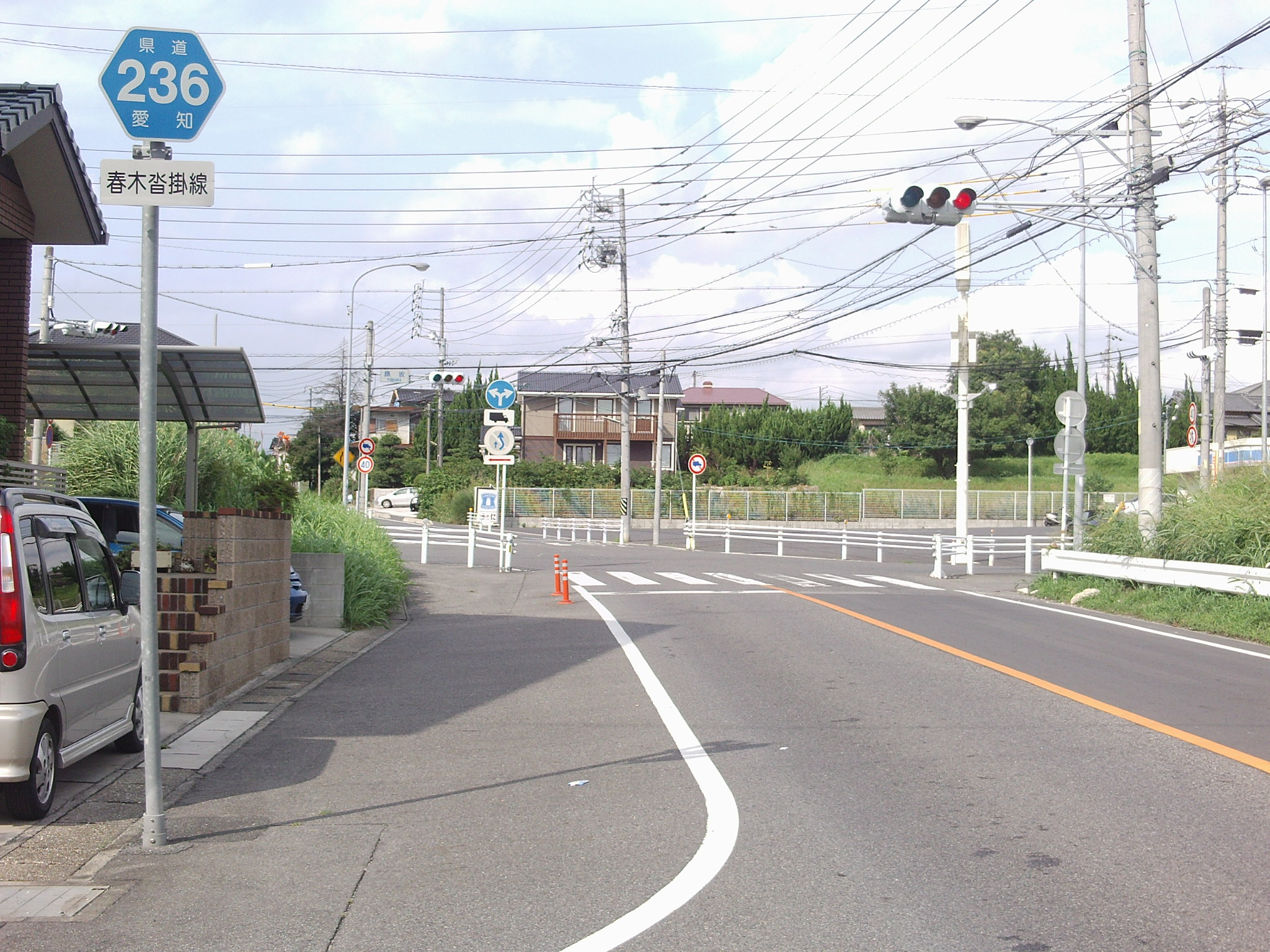
名古屋市緑区藤塚

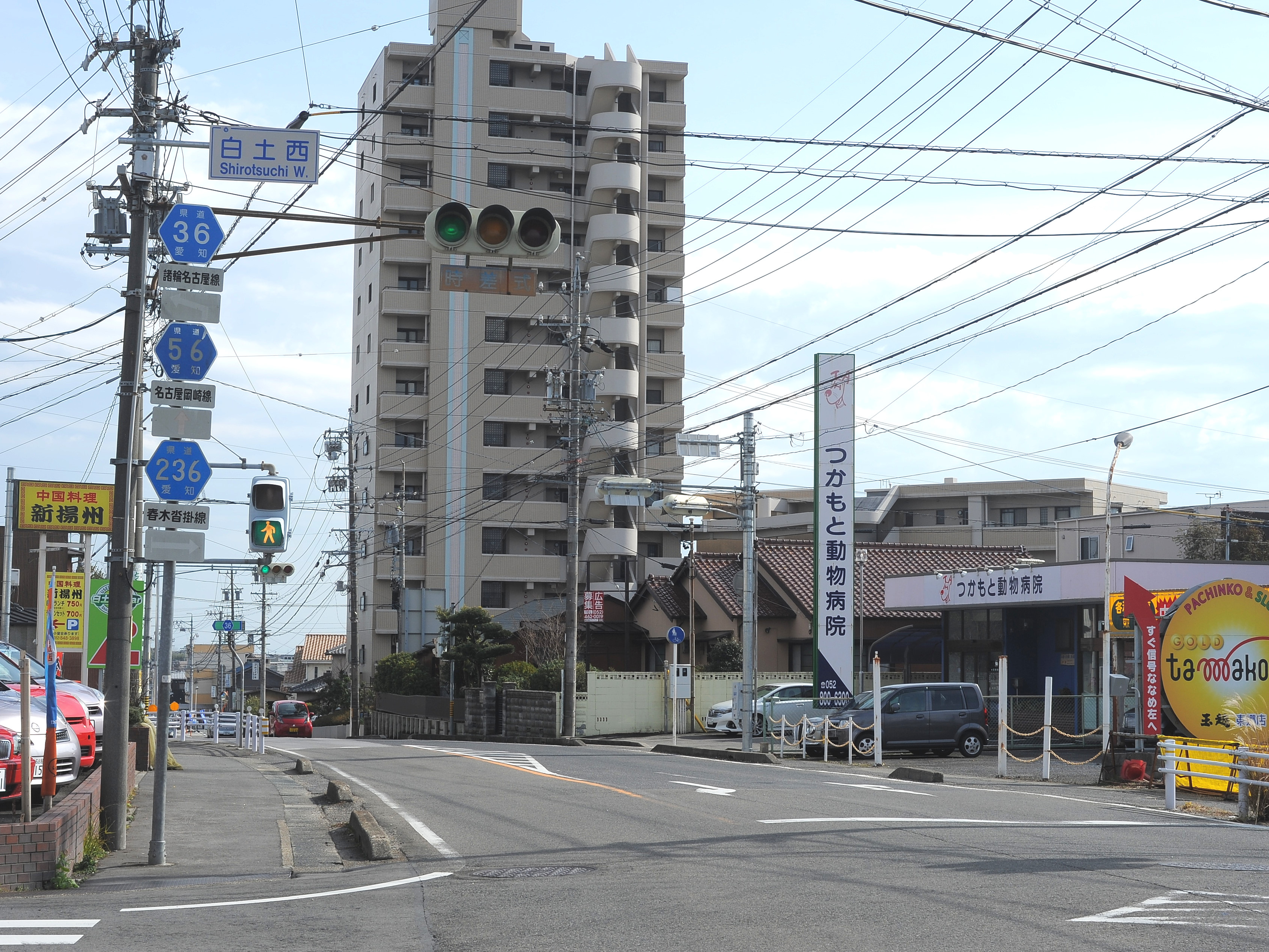
起点（愛知郡東郷町大字春木）

愛知県道236号春木沓掛線（あいちけんどう236ごう はるきくつかけせん）とは、愛知県愛知郡東郷町大字春木から南下して愛知県豊明市沓掛町に至る一般県道である。沓掛町山田付近の一部区間は平成になってから開通している。

## 沿革
- 1959年12月15日：認定

## 地理

### 通過する自治体
- 愛知県
  - 愛知郡東郷町
  - 名古屋市（緑区）
  - 豊明市

### 交差する道路
- 愛知県道36号諸輪名古屋線（白土西交差点：起点）
- 愛知県道56号名古屋岡崎線（白土西交差点：36号と重複（駿河街道・平針街道）、勅使交差点(56号バイパス)）
- 愛知県道57号瀬戸大府東海線（西田交差点：終点）

### 沿線
- 愛知県立豊明高等学校
- 豊明市立沓掛小学校
- 勅使台
- 豊明老人保健施設
- 豊明第二老人保健施設
- ひかり老人保健施設
- まこと老人保健施設
- 相生山病院
- みどりが丘公園
- 横山農園
- 山神神社 (東郷町)